# Marjorie Merriweather Post
Marjorie Merriweather Post (Springfield, 15 maart 1887 – Washington D.C., 12 september 1973) was een Amerikaans zakenvrouw, filantrope, socialite en de eigenaar van het bedrijf General Foods.

## Biografie

### General Foods Corporation
Marjorie Merriweather Post werd geboren als de dochter van C.W. Post en Ella Letitia Merriweather. In 1914, toen ze 27 was, overleed haar vader en erfde ze diens bedrijf Postum Consumer Brands dat in 1895 was opgericht. Het totale bedrag dat ze erfde bedroeg 250 miljoen. Post studeerde aan de Mount Vernon Seminary and College, wat tegenwoordig een onderdeel is van de George Washington-universiteit. Ze zou tot 1958 de directeur van het bedrijf van haar vader blijven. Samen met haar tweede echtgenoot Edward Francis Hutton breidde ze het bedrijf flink uit door andere voedingsbedrijven te kopen zoals Hellmann's Mayonaise. Tijdens een van haar reizen maakte ze kennis met de uitvinding van Clarence Birdseye om voedsel in te vriezen. Post kocht in 1929 het bedrijf van Birdseye voor 20 miljoen over en veranderde de naam van het bedrijf toen in General Foods.

### Filantropie
Ten tijde van de Eerste Wereldoorlog financierde ze een Amerikaanse legerziekenhuis in Frankrijk en ze kreeg hier later voor het Legioen van Eer voor uitgereikt. Tijdens de Crisis van de jaren 1930 financierde Post een afdeling van het Leger des Heils in New York. Ze droeg ook geld af aan verschillende culturele instellingen zoals de National Symphony Orchestra en de organisatie die later bekend zou komen te staan als het John F. Kennedy Center for the Performing Arts.

## Levensstijl

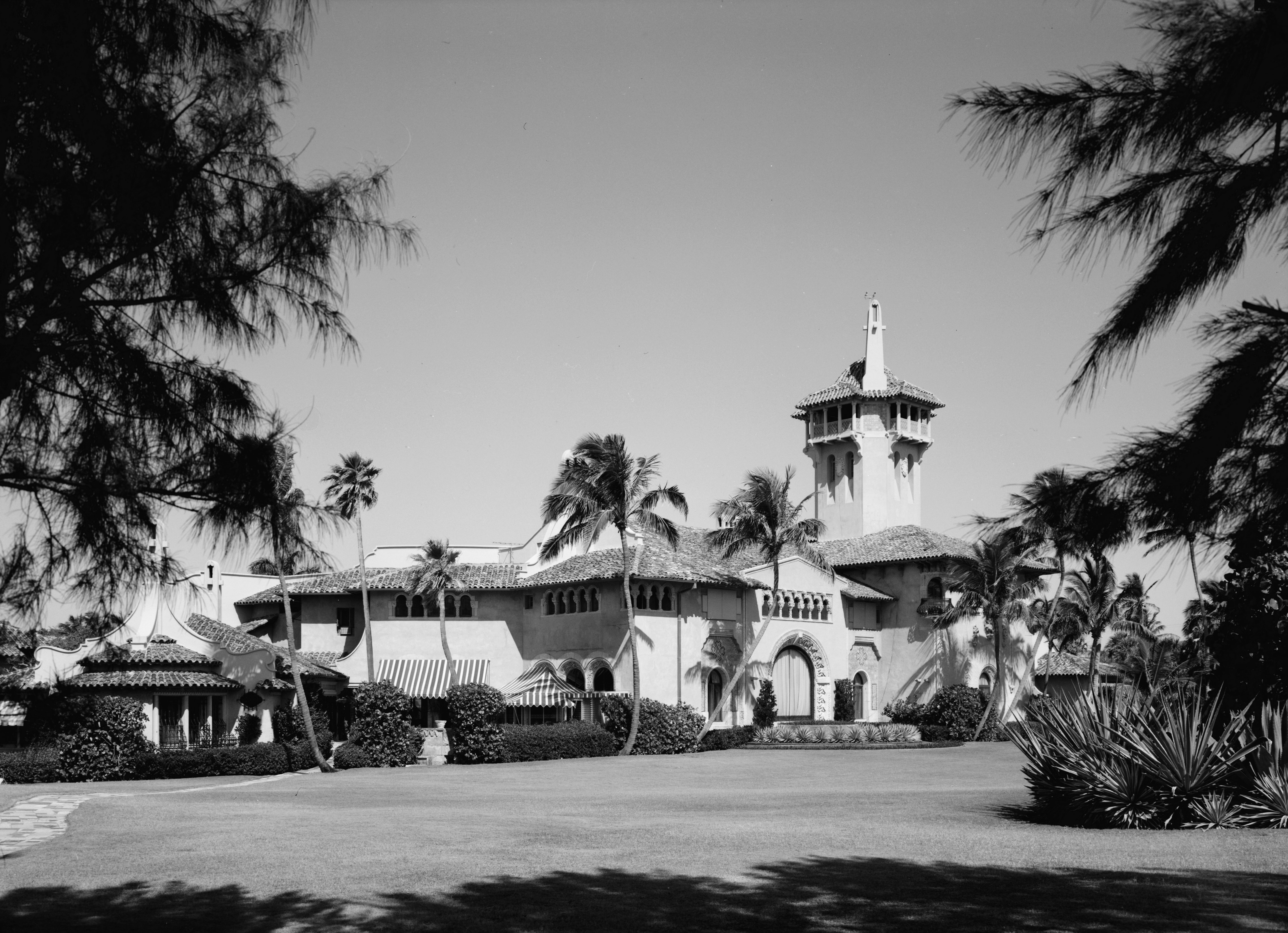
Het Mar-a-Lago

Post leidde een flamboyant leven en ze zou in totaal vier keer trouwen. Daarnaast verkreeg ze gedurende haar leven ook een grote juwelen- en kunstcollectie. Zo kocht ze in 1928 de Maximilian Emerald die in bezit was geweest van keizer Maximiliaan van Mexico. Deze schonk ze in 1964 aan het National Museum of Natural History. Ook de Blue Heart-diamant schonk zij in datzelfde jaar aan het Smithsonian. Haar derde huwelijk was met Joseph E. Davies en hij was in de jaren '30 ambassadeur in de Sovjet-Unie. In de periode dat ze daar gestationeerd waren kocht het echtpaar veel kunst op uit het Romanovtijdperk. Tot deze kunstcollectie die ze hier bijeenkocht behoorden ook enkele Fabergé-eieren. Haar Russische collectie wordt tegenwoordig tentoon gesteld in het Hillwood Estate in Washington D.C.
Ze bezat ook enkele grote huizen. De bekendste hiervan is het Mar-a-Lago in Palm Beach dat ze in 1927 liet bouwen. Sinds 1986 is het huis in bezit van Donald Trump. In de staat New York bezat ze het buitenhuis Camp Topridge. Ook bezat ze een eigen privéjacht, de Sea Cloud.

## Huwelijken en kinderen
In 1905 huwde Marjorie Merriweather Post met de bankier Edward Bennett Close. Ze kreeg bij hem twee kinderen:
- Adelaide Close (1908-1998)
- Eleanor Post Close (1909-2006)

Ze scheidde van Close in 1919 en hertrouwde een jaar later met Edward Francis Hutton. Zij kregen samen een dochter:
- Nedenia Marjorie Hutton (1923-2017), actrice.

In 1935 scheidde Post van Hutton en in datzelfde jaar hertrouwde ze met Joseph E. Davies. Hun huwelijk duurde tot 1955 toen het paar scheidde. In 1958 huwde ze voor een laatste keer, ditmaal met de zakenman Herbert A. May.